# 华为Mate 40系列
华为Mate 40系列是华为公司于2020年10月22日发布的5G平板手机系列，包括Mate 40、Mate 40 Pro、Mate 40 Pro+和Mate 40 RS保时捷设计。Mate 40系列采用与華為P40系列相似的正面左上挖孔布局，搭载基于5納米制程的麒麟9000系列SoC芯片。
而在2020年10月发布会后，华为在随后的时间内陆续以直接上架、发布会等的形式推出了几款Mate 40系列手机。2021年3月10日，华为发布了Mate 40E 5G手机，其搭载麒麟990E 5G芯片，主摄更换为6400万像素摄像头，随后在2021年6月29日，发布了该机型的4G版本。2021年4月23日，华为在其官网上架了Mate 40 Pro的4G版本，其处理器亦为麒麟9000，但不支持5G网络，其是首部预装搭载鸿蒙OS 2.0的手机。2022年2月28日，华为在其官网上架了搭载麒麟9000L芯片的Mate 40E Pro手机。

## 设计

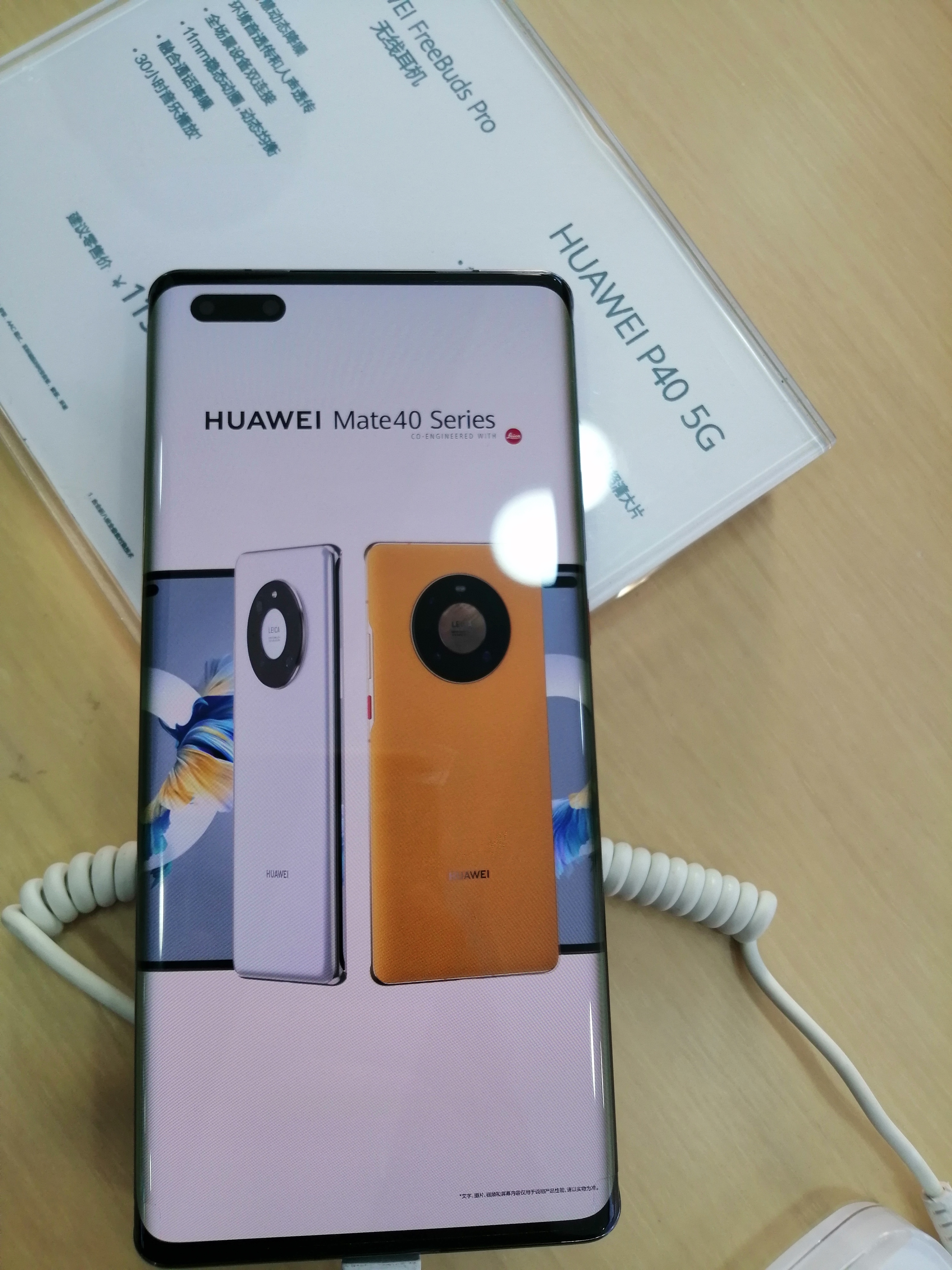
Mate 40 Pro正面

Mate 40系列正面均采用曲面屏，而除了Mate 40 RS保时捷设计外的该系列手机背面均采用官方称为“星环”式的摄像头布局。Mate 40 RS保时捷设计的机身背面则采用官方称为“星钻设计”的摄像头排布。
Mate 40的正面曲面屏弧度为68°，而另外的三款同系列手机则均采用与华为Mate 30系列相似的88°“超曲环幕屏”。与其前代手机不同的是，在Mate 30 Pro上取消实体音量键受到消费者消极反馈后，华为在Mate 40系列上保留了实体的音量键，但沿用了Mate 30系列的红色实体电源按键。
由于搭载双摄像头，除了Mate 40及Mate 40E两个版本之外的同系列手机均采用左上角双挖孔全面屏设计，而Mate 40及Mate 40E两个版本正面采用左上角单挖孔全面屏设计。
Mate 40及Mate 40 Pro均有秘银色（Mystic Silver）、釉白色（White）、亮黑色（Black）、绿色（Olive Green）、黄色（Sunflower Yellow）五种配色。在中国大陆举行的以“胡杨林”为主题的发布会上，华为消费者业务总裁余承东说，Mate 40系列的绿色与黄色在中国大陆被分别称作“夏日胡杨”、“秋日胡杨”，其配色灵感来源于胡杨。材质方面，除绿色和黄色为素皮背板外，其余的配色均是玻璃背板。素皮背板背面的“星环”中间采用了香槟金配色，并带有波浪型纹理。而Mate 40 Pro+与Mate 40 RS保时捷设计均有陶瓷黑与陶瓷白两种配色，均采用“纳米微晶陶瓷”背板。

## 摄像

### 后置相机

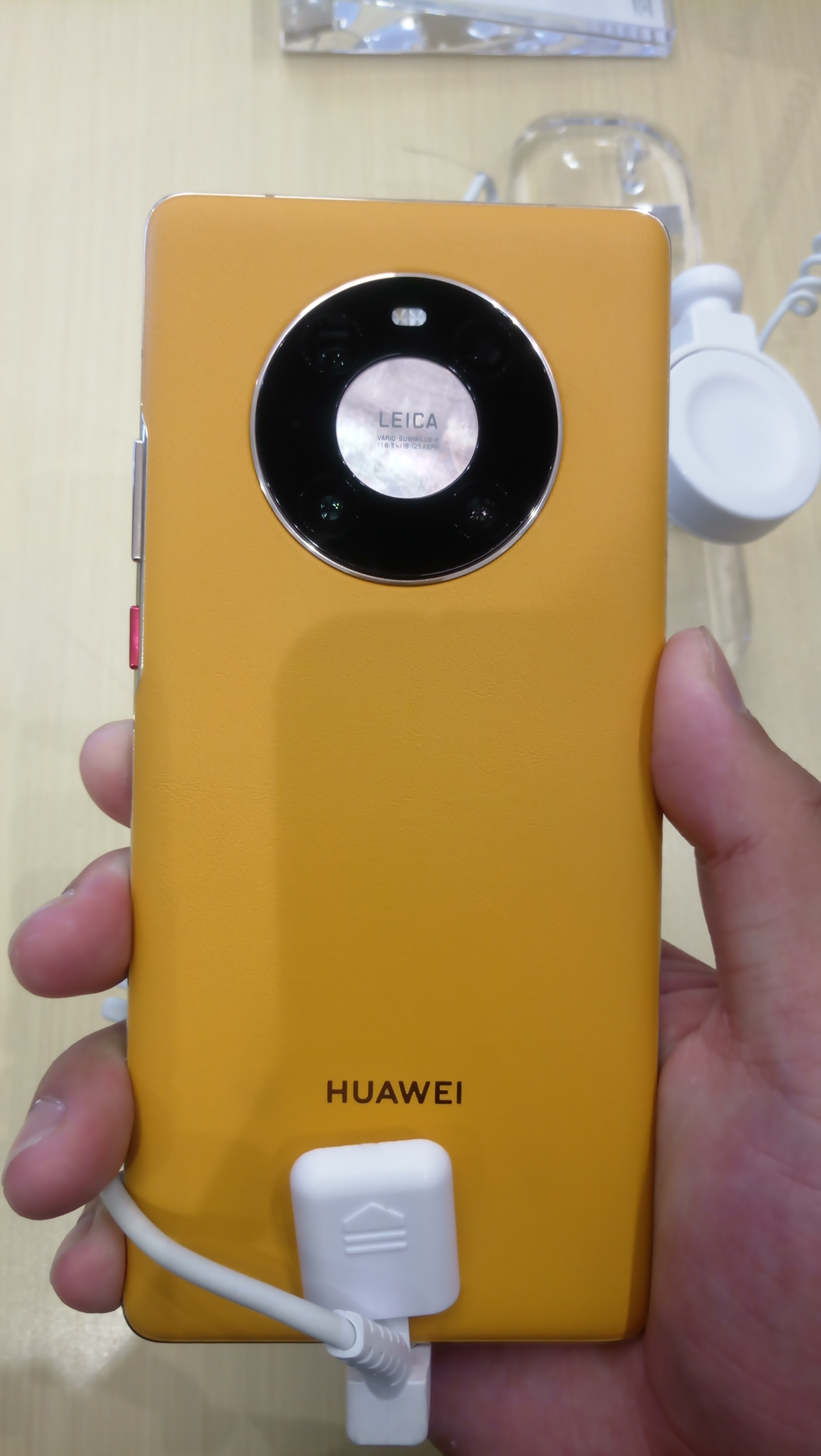
Mate 40 Pro夏日胡杨配色背板

华为Mate40系列搭载与徕卡合作的“超感知徕卡影像系统”。该系列主摄均搭载了5000万像素RYYB滤色阵列的超感知摄像头索尼IMX700Y，该摄像头亦在P40系列上搭载。Mate 40的长焦镜头支持3倍光学变焦、5倍混合变焦和30倍数字变焦。
Mate 40 Pro系列的长焦镜头均为潜望式长焦摄像头，型号为IMX351Y。Mate 40 Pro+与Mate 40 RS保时捷设计版搭载的潜望式长焦摄像头升级为“多反射潜望式长焦摄像头”，Mate 40 Pro支持5倍光学变焦，10倍混合变焦和50倍数字变焦，另外两款手机则支持最大10倍光学变焦、20倍混合变焦、100倍数字变焦。Mate 40系列的超广角镜头型号为IMX718，Mate 40 Pro+的超广角镜头还采用了杭州电子科技大学副教授侯昌伦主持设计的可以防止边缘畸变的自由曲面镜头。Mate 40、Mate 40 Pro搭载激光对焦传感器，其余两款设备则使用3D深感摄像头取代之。华为Mate 40 Pro亦支持RAW拍照模式。
华为Mate 40 Pro发布后在DXOMARK评分网站上的后置摄像头评分达到了136分，超越小米10至尊紀念版的133分，更是被DXOMARK官方称为“动态范围怪兽”（Dynamic Range Monster）。而2020年12月更新的榜单中，华为Mate 40 Pro+的后置摄像头评分达139分，被DXOMARK官方称为“（手机）相机之王”（King of camera），超越其Pro版本拿到当时排行榜第一，直到其被小米11 Ultra超越。
Mate 40E手机的主摄被更换为6400万像素摄像头，而Mate 40E Pro的摄像头组合与Mate 40 Pro相同。

### 前置相机
Mate 40及Mate 40E两个版本前置搭载1300万像素超感知摄像头，据iFixit拆解，型号为索尼IMX688，而该系列其余手机均采用1300万像素超感知摄像头+3D深感摄像头的配置。在华为P50 Pro发布前，华为Mate 40 Pro的前置摄像头在DXOMARK上的评分为第一。

## 性能与体验

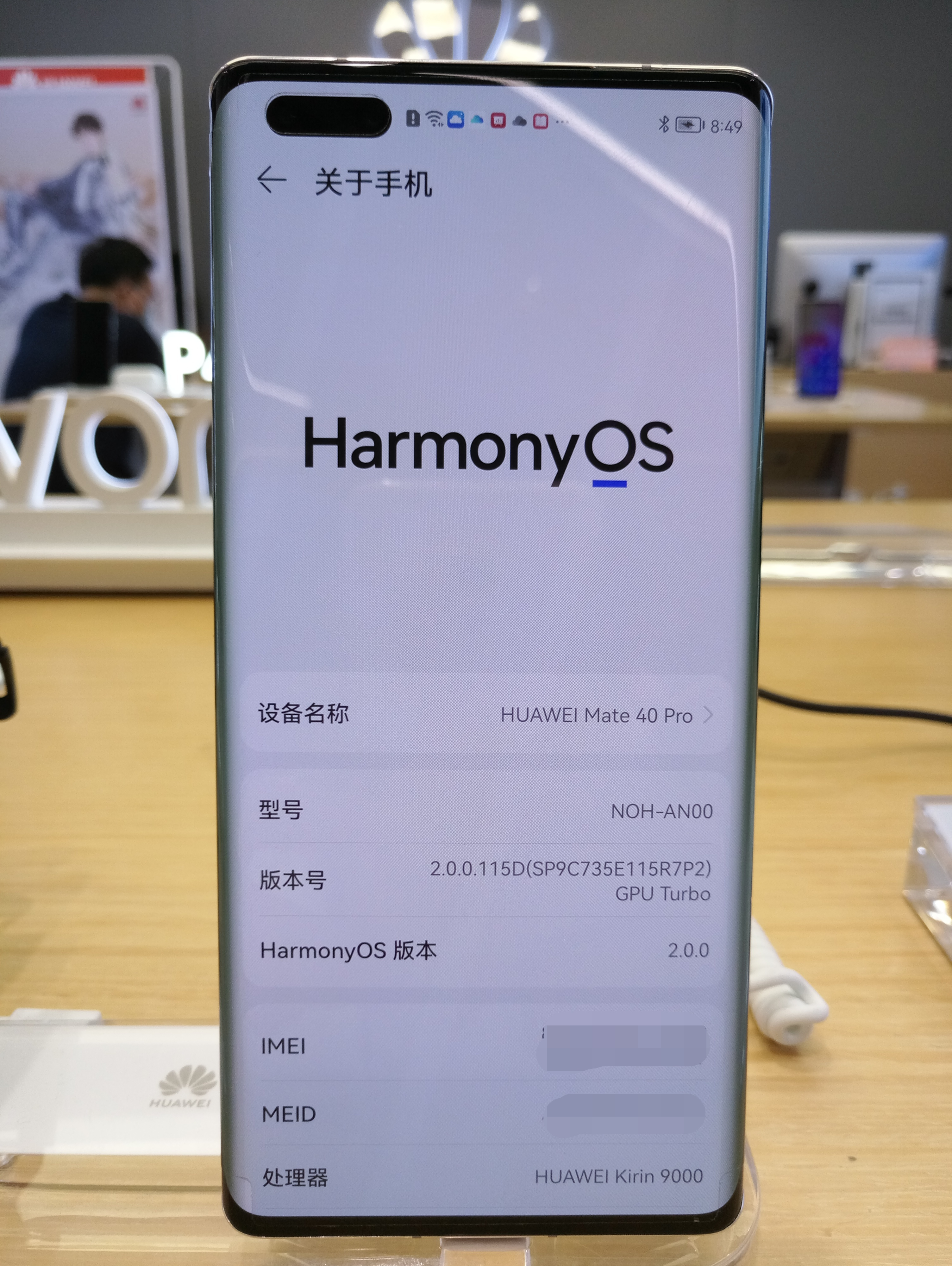
搭载鸿蒙系统2.0的华为Mate 40 Pro 5G手机

华为Mate 40系列搭载海思麒麟9000系列SoC芯片。美國科技媒體Android Authority記者哈德利·西蒙斯認爲受中美贸易战的影响，华为被美国在芯片方面制裁，因此华为Mate 40系列有可能是最后一个基于麒麟SoC的旗舰手机系列。
Mate 40搭载麒麟9000E SoC芯片，而2020年发布的该系列其余手机均搭载麒麟9000 SoC芯片。2022年发布的Mate 40E Pro则搭载了麒麟9000L芯片。该系列芯片基于台积电5纳米工艺制造，9000及9000E拥有153亿个晶体管，比Apple A14多30%，均搭载基于ARM Cortex-A77与ARM Cortex-A55的8核CPU与Mali-G78 GPU。而麒麟9000L则由8核CPU减少至6核CPU。麒麟9000搭载24核GPU，而麒麟9000E与麒麟9000L搭载22核GPU。在自研NPU方面，其使用华为自研第二代达芬奇架构，麒麟9000搭载两个大核和一个微核，麒麟9000E与麒麟9000L搭载一个大核和一个微核。麒麟9000系列也内置巴龙5000基带芯片，其5G版本支持5G网络，而其后华为发布的Mate 40 Pro 4G版本亦搭载了麒麟9000芯片，但该版本的处理器不支持5G，有可能是因为美国制裁升级导致。2021年3月10日宣布的Mate 40E 5G手机则搭载麒麟990E 5G芯片，该芯片曾在华为Mate 30E Pro上首发搭载，采用7nm工艺制造，其CPU与麒麟990系列相同，但GPU性能略逊一筹，也具有与麒麟990系列一样的NPU和升级款的基带，2021年6月29日上架的该型号4G版本则没有5G功能。
华为Mate 40采用6.5英寸的FHD+ OLED屏幕，分辨率2376x1080；而该系列其他手机均采用6.76英寸FHD+ OLED屏幕，分辨率2772x1344。所有屏幕均支持240Hz触控采样率和90Hz刷新率。
华为Mate 40系列均搭载屏下光学指纹识别，Mate 40搭载2D人脸识别，该系列其他手机均支持3D人脸识别。Mate 40全系支持NFC。Mate 40搭载Z轴线性马达，而该系列其余手机均搭载X轴线性马达。
续航方面，华为Mate 40搭载4200mAh电池，该系列其他手机均搭载4400mAh电池。Mate 40搭载40W有线快速充电，不支持无线充电；而该系列其他手机均支持66W的有线快充及50W的无线快充。华为Mate 40具有IP53防尘防水等级，其余三款型号则具有IP68防塵防水等級。
华为Mate 40系列亦兼容华为后续发布的M-Pencil第二代。

## 软件
华为Mate 40系列出厂搭载基于Android 10的EMUI11，其于2020年华为全球开发者大会上发布，支持多样息屏显示、回复消息悬浮窗、地震预警、多屏协同、AI系统级翻译等新特性。而中国大陆版的Mate 40系列则是全球首款支持數字人民幣硬件錢包的智能手機，支持收付雙方設備無需網絡即可交易的“雙離線交易”。
由于美国制裁，华为Mate 40系列不支持Google Play服務，因此无法在中国大陆境外使用Gmail、Google 地图等依赖GMS服务的应用。为此，华为在Mate 40系列上使用HMS服务替代GMS服务，也为中国大陆境外用户提供了华为应用市场，以及替代谷歌搜索的“Petal Search”、替代谷歌地图的“Petal Maps”以及办公应用"HUAWEI Docs"。
在2021年6月2日的鸿蒙OS 2.0发布会上，华为宣布将首批为Mate 40系列升级鸿蒙OS 2.0系统。手机国际版则在2021年11月收到EMUI 12系统的测试更新包推送。2022年1月，华为Mate 40 Pro的EMUI 12稳定版已经开始推送。

## 定价及销售
2020年10月10日，华为开始预热Mate 40系列，通过短视频等形式对手机卖点进行宣传。2020年10月22日，华为举行Mate 40系列全球发布会。受2019冠状病毒病疫情影响，仅在线上举行。10月30日下午，华为年度旗舰新品发布盛典在上海举行，华为Mate40系列正式在中国大陆亮相。
| Mate 40                                   | Mate 40 Pro 5G                                                 | Mate 40 Pro+                               | Mate 40 RS保时捷设计                                                                                                  | Mate 40E 5G                               | Mate 40E 4G                               | Mate 40 Pro 4G                            | Mate 40E Pro 5G      |
| 开售时间                                  | 开售时间                                                       | 开售时间                                   | 开售时间 | 开售时间                                  | 开售时间                                  | 开售时间                                  | 开售时间             |
| ----------------------------------------- | -------------------------------------------------------------- | ------------------------------------------ | --- | ----------------------------------------- | ----------------------------------------- | ----------------------------------------- | -------------------- |
| 2020年12月21日                            | 2020年10月30日                                                 | 2020年10月30日                             | 2020年10月30日 2021年3月10日（8GB+128GB版本）                                                                         | 2021年3月10日                             | 2021年6月29日                             | 2021年6月2日                              | 2022年2月28日        |
| 國際版售價                                |                                                                |                                            | |                                           |                                           |                                           |                      |
| €899（8 GB+128 GB）                       | €1199（8 GB+256 GB）                                           | €1399（12 GB+128 GB）                      | €2295（12 GB+512 GB）                                                                                                 | 不销售                                    | 不销售                                    | 不销售                                    | 不销售               |
| 中國大陸版售價                            |                                                                |                                            | |                                           |                                           |                                           |                      |
| ¥4999（8 GB+128 GB） ¥5499（8 GB+256 GB） | ¥6499（8 GB+128 GB） ¥6999（8 GB+256 GB） ¥7999（8 GB+512 GB） | ¥8499（8 GB+256 GB） ¥8999（12 GB+256 GB） | ¥10999（8 GB+256 GB，2021年3月10日发布） ¥11999（12 GB+256 GB） ¥12999（12 GB+512 GB） ¥13999（典藏版，12 GB+512 GB） | ¥4599（8 GB+128 GB） ¥5099（8 GB+256 GB） | ¥4199（8 GB+128 GB） ¥4699（8 GB+256 GB） | ¥6099（8 GB+128 GB） ¥6599（8 GB+256 GB） | ¥6499（8 GB+256 GB） |

2020年10月23日全球发布会结束后，中国大陆电商平台京东商城启动Mate 40 Pro预售，仅28秒售罄；作为对比，iPhone 12系列在同平台的首销售罄时间为30秒。在2020年10月30日中国大陆发布会结束后，Mate 40系列在京东商城上首销，仅用11秒便售罄。华为将其被美国制裁而缺少的麒麟芯片作为卖点进行宣传，以“绝唱”形容Mate 40系列，达到了较好的营销效果。
由于受到美国的半导体制裁，华为消费者业务总裁余承东表示Mate 40系列在中国大陆以外地区发布后的预订量已超过华为的供应能力，正抓紧生产，华为也在“想尽各种办法解决供应难题”。如香港在2020年11月27日上市，只推出Mate 40 Pro一款型號。2020年12月曾传出Mate 40 Pro+停产的消息，但随后被华为官方否认。
由于受到美国制裁，华为手机不能在美国销售，但与华为关系密切的鼎桥通信（TD Tech）可能绕过美国禁令，在美国销售“鼎桥”Mate 40系列。

## 评价

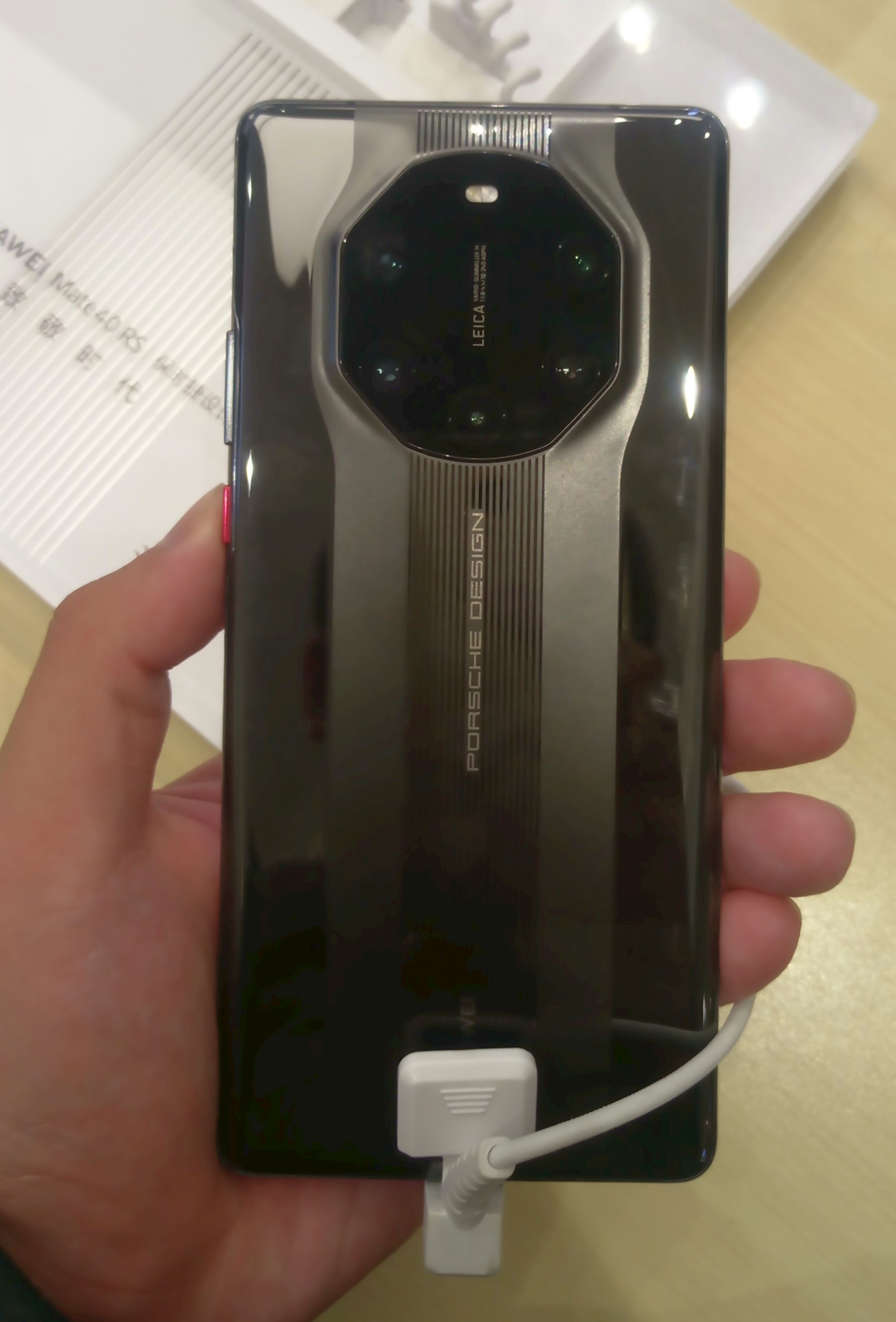
Mate 40 RS保时捷设计背板

### 正面评价
Engadget的丹尼尔·库柏（Daniel Cooper）赞赏了华为Mate 40 Pro的AI摄影大师功能，认为这个功能很适合静物和明亮场景的拍摄。与iPhone 12的夜景拍摄相比，牺牲了准确性，但将捕捉到的全部细节都增强展示了出来。手机的外观也得到了肯定，Android Authority的瑞恩-托马斯·肖（Ryan-Thomas Shaw）很欣赏手机的外观，Pro和Pro+正面的超曲环幕屏设计在视觉上消除了边框的存在。背面采用AG磨砂玻璃工艺经阳光照射时，会呈现出彩色的光纹。瑞恩和腾讯科技认为华为Mate 40 Pro的充电速度表现出色，在腾讯科技的测评中华为Mate 40 Pro的66W单电芯电池快充速度和OPPO Find X2 Pro的65W双电芯快充的速度几乎持平，远领先于同为单电芯小米10 Pro的50W快充。瑞恩还指出电池续航表现也很出色，基本能满足日常场景一天的需求。多家媒体都认为麒麟9000芯片在安卓阵容足够出色，性能上领先于同期的高通芯片。

### 负面评价
The Next Web的纳皮尔·洛佩兹（Napier Lopez）认为现在华为Mate 40系列对于海外华为粉丝来说是一个糟糕的选择，尽管华为在硬件上毫不逊色苹果和三星，但是国家安全问题以及GMS服务的缺少令人担忧。The Register的马修·休斯（Matthew Hughes）还指出在华为应用市场内不仅有些软件无法下载而且搜索结果混乱，例如搜索Twitter结果会弹出一个推特網站的链接和各种毫不相关的应用推荐（Snapchat和TikTok甚至已经停止运营的Vine）；对于无法下载的软件，消费者可以向华为官方发送软件添加请求，或者通过第三方的APK镜像网站去下载自己想要的App。Engadget中文版同样表示即使华为推出HMS服务来弥补，但目前在国外市场取得效果甚微，短时间并不能替代谷歌服务。CNET则引用台湾电子时报的一份预测报告表明，2021年4月，华为的手机出货量可能因为美国制裁的影响降至第七位，并认为华为Mate 40 Pro将是华为在智能手机领域的“最后一搏”。